# Bisdom Termoli-Larino
Het bisdom Termoli-Larino (Latijn: Dioecesis Thermularum-Larinensis; Italiaans: Diocesi di Termoli-Larino) is een in Italië gelegen rooms-katholiek bisdom met zetel in de stad Termoli. Het bisdom behoort tot de kerkprovincie Campobasso-Boiano en is, samen met de bisdommen, Isernia-Venafro en Trivento suffragaan aan het aartsbisdom Campobasso-Boiano.

## Geschiedenis
Het bisdom Larino werd in de 5e eeuw opgericht. Het bisdom Termoli ontstond in de 10e eeuw. Tussen 1949 en 1978 daalde het aantal katholieken in Larino van 71.800 naar 53.400. Op 30 september 1986 werd het bisdom Larino samengevoegd met Termoli.

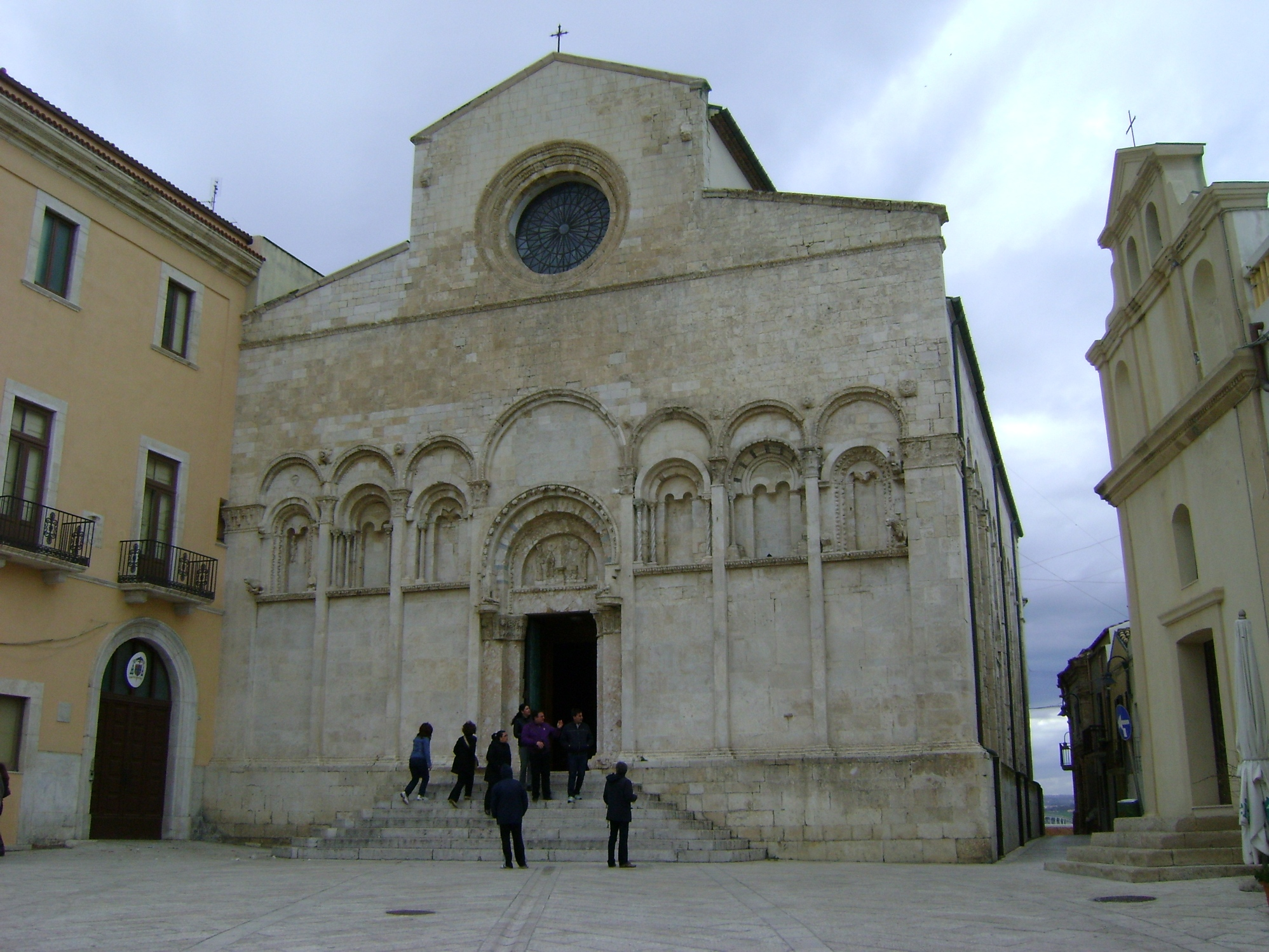
Kathedraal van Termoli
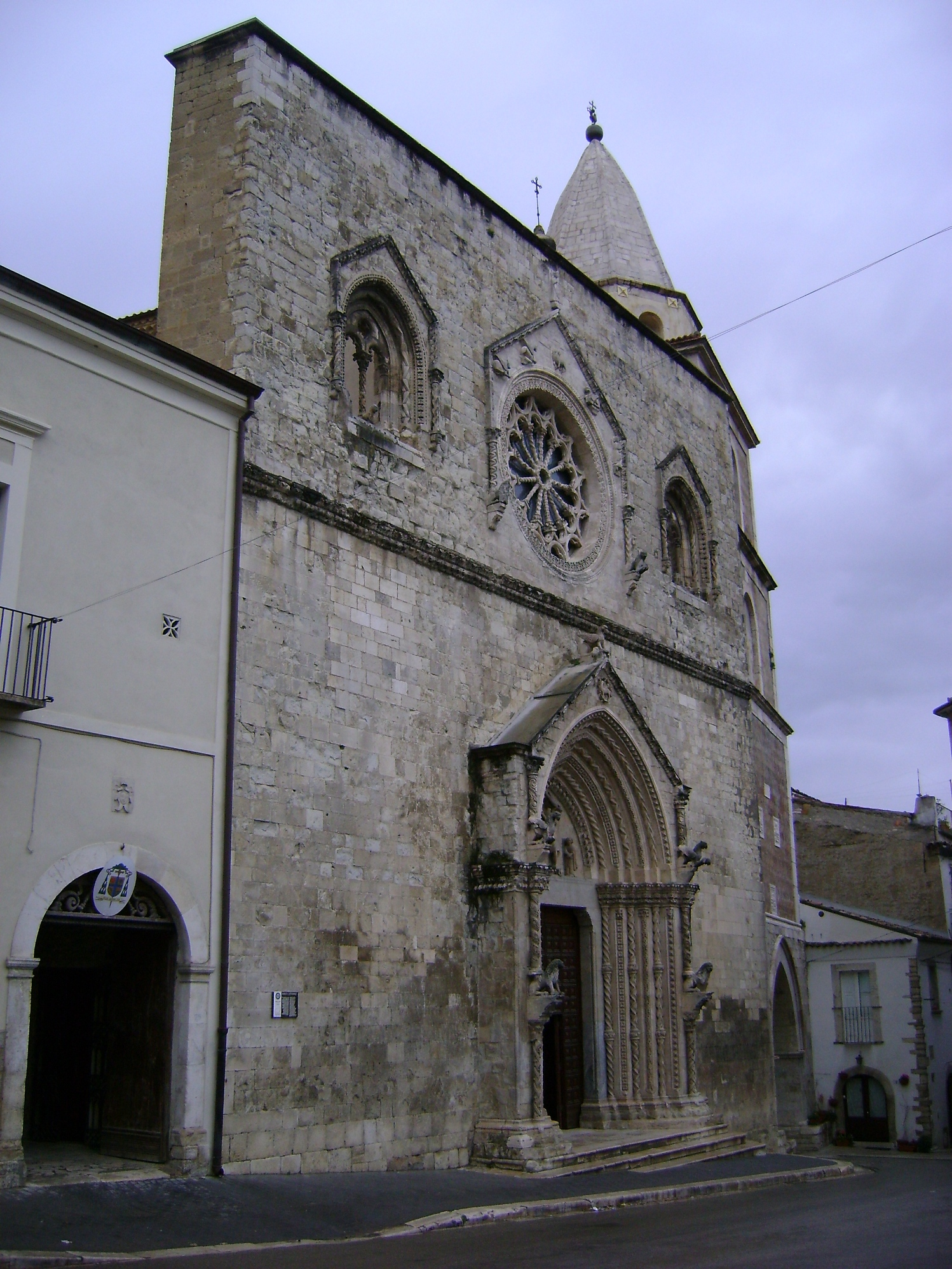
Cokathedraal van Larino